# Jean de Léry

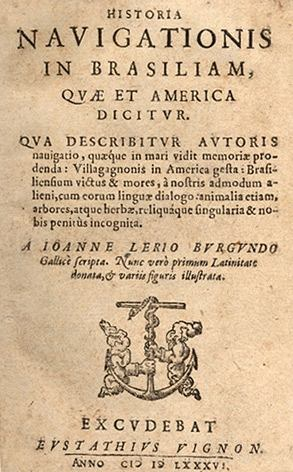
Titel der lateinischen Ausgabe des Buches von Jean de Léry über seine Reise nach Brasilien

Jean de Léry (* um 1536 in „La Margelle terre de St-Seine“, (Lamargelle, Côte-d’Or), Frankreich; † um 1613 in L’Isle, Schweiz) war ein französischer calvinistischer Geistlicher, Reisender und Schriftsteller. Er war von 1557 bis 1558 in Brasilien und gilt als einer der wichtigsten frühen Erforscher der brasilianischen Urbevölkerung.

## Leben

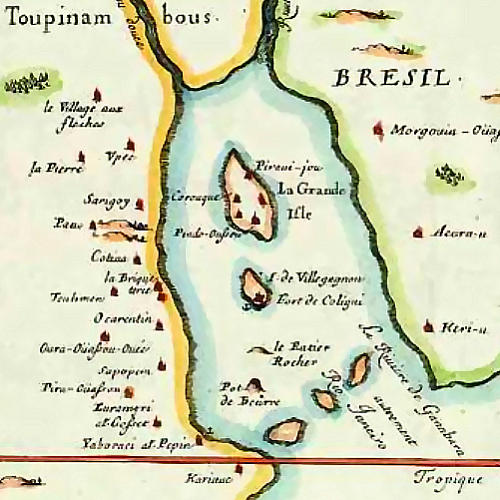
Karte der Kolonie France Antarctique auf der Villegagnon-Insel in der Mitte der Guanabara-Bucht

Er wuchs in Burgund auf und erlernte das Handwerk des Schuhmachers. Er konvertierte zum Calvinismus und ging 1552 zu Calvin nach Genf. 1555 hatte Vizeadmiral Nicolas Durand de Villegagnon in der Guanabara-Bucht in Brasilien bei dem heutigen Rio de Janeiro eine französische Kolonie (France Antarctique) gegründet, wo zugleich den Calvinisten eine freie Ausübung ihrer Religion gestattet sein sollte. Ihn hatte der katholische Geistliche André Thevet begleitet, der nach einem zehnwöchigen Aufenthalt in Brasilien (November 1555 bis Januar 1556) 1557 einen der frühesten Reiseberichte über Brasilien in Druck gab.
Zuvor aber schloss sich der 22-jährige Jean de Léry der zweiten französischen Brasilien-Expedition an, die zur Verstärkung dieser Kolonie im November 1556 von Honfleur mit drei Schiffen und 290 Personen lossegelte, darunter eine Gruppe von 14 calvinistischen Geistlichen und Gläubigen sowie erstmals fünf jungen Frauen mit einer Aufseherin. Im März 1557 erreichten sie die in der Guanabara-Bucht gelegene französische Niederlassung Fort Coligny auf der Villegagnon-Insel (France Antarctique). Dort blieb er für acht Monate, bis sie mit Villegagnon in Konflikt gerieten und er von Villegagnon mit seinen Glaubensbrüdern aufs Festland vertrieben wurde, wo er mit dem Stamm der Tupinambá in Berührung kam. Zwei Monate später, im Januar 1558, kehrte er mit dem nächsten in der Kolonie angekommenen Schiff nach Frankreich zurück. Zu Ende der Rückfahrt, die überlange viereinhalb Monate dauerte, durchlitten die Reisenden zwanzig Tage lang extremen Hunger und Durst.
Seine berühmte Reiseschilderung Histoire d’un voyage fait en la terre du Brésil, 1563 geschrieben, konnte erst 1578 im Druck erscheinen. Darin beschreibt Léry die Zustände in der französischen Ansiedlung, die merkwürdigsten Tiere und Pflanzen Brasiliens. Den Schwerpunkt seines Werkes bilden die von ihm selbst beobachteten Sitten und Bräuche wie auch die Sprache der kannibalischen Tupinambá. Häufig kritisiert er darin den 1557 gedruckten ersten Reisebericht des André Thevet, der wiederum ihn des Plagiats bezichtigte.
Einige Jahre später erlebte er die Belagerung von Sancerre durch königliche Truppen vom März bis August 1573. Sein Bericht darüber, die Histoire mémorable de la ville de Sancerre, 1574 gedruckt, war das erste von ihm veröffentlichte Buch. Darin beschreibt er die extreme Hungersnot in der Stadt. Léry schildert dabei Fälle von Kannibalismus und vergleicht das Verhalten seiner Zeitgenossen mit seinen Beobachtungen der brasilianischen Urbevölkerung.
Sein Einfluss erstreckte sich angefangen von dem Essayisten Michel de Montaigne (sein Des cannibales) im 16. Jahrhundert bis zu dem modernen Anthropologen Claude Lévi-Strauss, der in Brasilien mit einem Exemplar von Léry in seiner Tasche ankam und später von dem Buch als dem „Brevier des Ethnographen“ sprach.

## Schriften
- HISTOIRE MEMORABLE DE LA ville de Sancerre. Contenant les Entreprises, Siege, Approches, Bateries, Assaux & autres efforts des assiegeans; les resistances, faits magnanimes, la famine extreme & délivrance notable des assiegez . Le nombre des coups de canons par iournées distinguées. Le catalogue des morts & blessez à la guerre, sont à la fin du Liure. Le tout fidelement recueilly sur le lieu, par IEAN DE LERY,  Genf 1574, Ausgabe von 1574 auf Gallica.
- HISTOIRE D’VN VOYAGE FAIT EN LA TERRE DV BRESIL, AVTREment dite Amerique. Contenant la navigation, & choses remarquables, veués sur mer par l'aucteur: Le comportement de Villegagnon, en ce pais là. Les meurs & façons de viure estranges des Sauuages Ameriquains: auec vn colloque de leur langage. Ensemble la description de plusieurs Animaux, Arbres, Herbes, & autres choses singulieres, & du tout inconues par deça, dont on verra les sommaires des chapitres au commencement du liure. Non encores mis en lumiere, pour les causes contenues en la preface. Le tout recueilli sur les lieux par IEAN DE LERY natif de la Margelle, terre de sainct Sene au Duché de Bourgongne, 1578, Ausgaben von 1578, 1585, 1594 und 1611 auf Gallica.

Zeitgenössische Deutsche Ausgaben
- Die Gedechtnusswirdige History der Statt Sancerre : Wölliche inhaltet/das Fürnemmen/Belägerung/Beynahung/Stürm und andern gebrauchten Gewalt: dero so die Statt belägert haben / dessgleychen den Widerstand unnd mannliche Gethaten / den strengen Hunger / und die namhafftig Entledigung der Belägerten. Die Zal der Karthonenschütz durch die Tagen underscheyden / sampt dem Register / dero so im Krieg umbkommen und verletzt sind worden / zu end diss Buchs nacheinandern gestelt / Alles inn obgemelter Statt getreüwlich auffgezeychnet und zesammen gebracht / durch Johann von Lery; Jetzund durch Niclausen Manuel zu Bernn, auss Frantzösischer sprach zu Teütsch transsferiert. Bendicht Ulman und Vincentz Im Hoff, Bern 1575, doi:10.3931/e-rara-50557.
- Dritte Buch Americae, darinn Brasilia : durch Johann Staden von Homberg auss Hessen, auss eigener erfahrung in Teutsch beschrieben. Item Historia der Schiffart Ioannis Lerij in Brasilien, welche er selbst publiciert hat, jetzt von newem verteutscht, durch Teucrium Annaeum Priuatum, C. Vom Wilden vnerhörtem wesen der Innwoner, von allerley frembden Gethieren vnd Gewächsen, sampt einem Colloquio, in der Wilden Sprach. Frankfurt am Main 1593, urn:nbn:de:bvb:12-bsb11056197-4, S. 93–285, Scan S. 108–335.
- Des Herrn Johann von Lery Reise in Brasilien. Nach der von dem Herrn Verfasser selbst veranstalteten verbesserten und vermehrten Ausgabe übersetzt. Mit Anmerkungen und Erläuterungen. Münster 1794, urn:nbn:de:hbz:6:1-33136.

Moderne Ausgaben
- Histoire d’un voyage fait en la terre du Brésil. Hrsg.: Frank Lestringant. Presses du Languedoc/Max Chaleil, Montpellier 1992, ISBN 2-84062-002-2.
- Unter Menschenfressern am Amazonas. Brasilianisches Tagebuch, 1556–1558. Vorwort von M.-R. Mayeux. Aus d. Franz. übers. von Ernst Bluth u. durchgesehen, hrsg., mit e. Anhang versehen von Karl H. Salzmann. 2. Aufl. Tübingen u. a. : Erdmann, 1977 (Alte abenteuerliche Reise- und Entdeckungsberichte).